# François Lagrange
Pour les articles homonymes, voir Lagrange.
François Lagrange (19 août 1754, Puymirol - 5 juin 1816, Puymirol) est un homme politique français.

## Biographie
Député des Bouches-du-Rhône du 25 décembre 1799 au 17 juin 1804, il fut président du corps législatif du 7 au 21 mai 1803, poste auquel il succéda à Vincent-Marie Viénot de Vaublanc.

## Sources
- « François Lagrange », dans Adolphe Robert et Gaston Cougny, Dictionnaire des parlementaires français, Edgar Bourloton, 1889-1891 [détail de l’édition]